# Państwa uczestniczące w zimowych igrzyskach olimpijskich
Do 2006 w zimowych igrzyskach olimpijskich uczestniczyło 96 państw reprezentowanych przez narodowe komitety olimpijskie. Zimowe igrzyska olimpijskie odbywały się co cztery lata (jeden raz podczas każdej olimpiady) od 1924, prócz lat 1940 i 1944, kiedy to zostały odwołane, oraz w 1994, kiedy zostały one przesunięte na środek olimpiady, dwa lata po każdych letnich igrzyskach.
Pomiędzy 1924 a 2006 z 205 Narodowych Komitetów Olimpijskich 96 brało udział przynajmniej raz w zimowych igrzyskach; dodatkowo dwanaście państw (Austria, Finlandia, Francja, Kanada, Norwegia, Polska, Stany Zjednoczone, Szwajcaria, Szwecja, Węgry, Włochy oraz Wielka Brytania) wysłało swoich reprezentantów na wszystkie dwadzieścia zimowych igrzysk olimpijskich. Warunek ten spełniają też Czechy i Słowacja zakładając, że kontynuują one osiągnięcia Czechosłowacji.

## Historia

### Początki zimowych igrzysk i pierwsze olimpiady
Pierwszym sportem zimowym na nowożytnych igrzyskach olimpijskich było łyżwiarstwo figurowe podczas Letnich Igrzysk Olimpijskich 1908 w Londynie. W dniach 28-29 października 21 łyżwiarzy z sześciu krajów (Argentyna, Niemcy, Rosja, Stany Zjednoczone, Szwecja i Wielka Brytania) brało udział w czterech konkurencjach. Łyżwiarstwo nie znalazło się w programie Letnich Igrzysk Olimpijskich 1912 w Sztokholmie, lecz powróciło na igrzyska w 1920 w Antwerpii, kiedy także do sportów olimpijskich dołączył hokej na lodzie.
Wystartowało wtedy siedem zespołów.
Pierwsze zimowe igrzyska olimpijskie odbyły się w 1924, we francuskiej dolinie Chamonix. Pierwotnie nazwane zostały jako Międzynarodowy Tydzień Sportów Zimowych i odbywały się przy współpracy z organizatorami Letnich Igrzysk Olimpijskich 1924. W późniejszym czasie zostały jednak uznane przez Międzynarodowy Komitet Olimpijski za I Zimowe Igrzyska Olimpijskie. W igrzyskach tych wzięło udział szesnaście państw: czternaście europejskich oraz dwa z Ameryki Północnej. Cztery lata później, na Zimowe Igrzyska Olimpijskie 1928 w szwajcarskim St. Moritz, swoje reprezentacje wysłało 25 państw, w tym Argentyna (pierwsze państwo z półkuli południowej), Japonia (pierwsze państwo azjatyckie) oraz Meksyk. Liczba ekip narodowych na Zimowych Igrzyskach Olimpijskich 1932 w amerykańskim Lake Placid z powodu wielkiego kryzysu zmalała do siedemnastu. Na kolejne igrzyska w 1936, które odbyły się w niemieckim Garmisch-Partenkirchen, swoich zawodników wysłało 28 państw, co było najwyższą dotychczas liczbą ekip. Po nich nastąpiła 12-letnia przerwa - z powodu II wojny światowej odwołane zostały igrzyska w 1940 i 1944.

### Lata powojenne, czasy zimnej wojny
Po wojnie 28 ekip przybyło ponownie do St. Moritz, aby rozegrać Zimowe Igrzyska Olimpijskie 1948. Wśród nich nie było Niemiec i Japonii, które nie zostały zaproszone ze względu na ich działania podczas wojny.
Zimowe Igrzyska Olimpijskie 1952 zorganizowano w norweskim Oslo; uczestniczyło w nich 30 państw. Na igrzyskach w 1956 we włoskiej miejscowości Cortina d’Ampezzo po raz pierwszy wystąpiła reprezentacja Związku Radzieckiego, obok 31 innych państw.
Narodowe Komitety Olimpijskie Niemiec Wschodnich i Zachodnich wystąpiły jako jedna ekipa, podobna sytuacja wystąpiła także na dwóch kolejnych igrzyskach.
Trzydzieści reprezentacji narodowych wystąpiło podczas Zimowych Igrzysk Olimpijskich 1960 w Squaw Valley, w tym pierwsza reprezentacja na zimowej olimpiadzie z Afryki, Południowa Afryka.
Sześć ekip więcej przybyło do austriackiego Innsbrucku na Zimowe Igrzyska Olimpijskie 1964.
Na igrzyskach w 1964 zorganizowanych we francuskim Grenoble wystąpiło 37 reprezentacji narodowych, w tym podzielone już Niemcy Wschodnie i Zachodnie.
Kolejne igrzyska pierwszy raz odbyły się poza Europą i Stanami Zjednoczonymi – Zimowe Igrzyska Olimpijskie 1972 zorganizowano w japońskim Sapporo. Wśród reprezentowanych 35 państw znalazły się m.in. Filipiny, jako pierwsze z Azji Południowo-Wschodniej.
W 1976 igrzyska powróciły do Innsbrucku, gdzie w zawodach brali udział zawodnicy z 37 ekip państwowych.
Cztery lata później igrzyska zorganizowano już drugi raz w Lake Placid. Wśród 37 państwach biorących w nich udział swój debiut w igrzyskach miała Chińska Republika Ludowa, przez co igrzyska te zostały zbojkotowane przez Republikę Chińską (Tajwan), która startowała już w dwóch wcześniejszych edycjach.
Organizatorem igrzysk w 1984 było Sarajewo. Do SFR Jugosławii przybyli sportowcy z 49 państw, w tym z Portoryko i Wysp Dziewiczych Stanów Zjednoczonych, które były pierwszymi państwami karaibskimi biorącymi udział w zimowej olimpiadzie.
Kolejne tropikalne państwa wysłały swe reprezentacje na Zimowe Igrzyska Olimpijskie 1988 do kanadyjskiego Calgary; najbardziej znany był przypadek jamajskiej drużyny bobslejowej.

### Lata obecne
Wydarzenia wczesnych lat 90. spowodowały znaczny wzrost liczby państw występujących w igrzyskach olimpijskich. Podczas igrzysk w 1992 we francuskim Albertville wystąpiły 64 państwa, w tym jedna ekipa Niemiec (po ich zjednoczeniu w 1990) oraz zjednoczona drużyna Wspólnoty Niepodległych Państw, składająca się z sześciu byłych republik radzieckich. Pierwszy raz od 1936 wystąpiły niezależnie państwa nadbałtyckie; także kilka byłych jugosłowiańskich republik rozpoczęło swoje olimpijskie starty w 1992.
W październiku 1986 MKOl postanowił przesunąć zimowe igrzyska olimpijskie na środek czteroletniego okresu Olimpiady, dwa lata po letniej edycji. Decyzja ta weszła w życie podczas 17. Zimowych Igrzysk Olimpijskich w 1994, które zorganizowano w norweskiej miejscowości Lillehammer. Wzięło w nich udział 67 ekip narodowych, w tym powstałe po rozpadzie Czechosłowacji Czechy i Słowacja oraz niezależnie wszystkie byłe republiki radzieckie, natomiast ze względu na międzynarodowe sankcje względem wojny w Bośni i Hercegowinie do igrzysk nie dopuszczono ekipy narodowej Jugosławii.
Liczba państw uczestniczących w zimowych igrzyskach olimpijskich rosła w kolejnych edycjach; na zorganizowane japońskim Nagano Zimowe Igrzyska Olimpijskie 1998 swych zawodników wysłały 72 państwa. Na igrzyskach w amerykańskim Salt Lake City liczba ta wzrosła do 77, a cztery lata później, we włoskim Turynie, wyniosła ona 80. Na Zimowych Igrzyskach Olimpijskich 2010 w kanadyjskim Vancouver liczba ekip wyniosła 82.

## Lista państw

### Charakterystyka
Lista zawiera 103 z 205 istniejących obecnie Narodowych Komitetów Olimpijskich. Wymienione zostały także trzyliterowe kody państw. Od lat 60. kody te są często używane przez MKOl i komitety organizacyjne igrzysk do identyfikacji Narodowych Komitetów Olimpijskich, na przykład w oficjalnych raportach igrzysk.
W kilku państw doszło do przemian politycznych; zostały one wyjaśnione w przypisach dolinkowanych do odpowiednich pozycji w tabeli. W tabeli także zawarto informacje o historycznych państwach, aby lepiej przedstawić wcześniejsze występy państw obecnie istniejących, powstałych po przemianach politycznych:
- ZSRR – teraz reprezentowany przez piętnaście Narodowych Komitetów Olimpijskich, czternaście z nich startowało w ZIO;
- NRD i RFN jako oddzielne zespoły podczas sześciu Olimpiad, lecz wystąpiły jako jedno państwo trzykrotnie;
- Czechosłowacja – teraz reprezentowana przez dwa Narodowe Komitety Olimpijskie;
- Jugosławia – teraz reprezentowana przez sześć Narodowych Komitetów Olimpijskich;
- Serbia i Czarnogóra – teraz reprezentowana przez dwa Narodowe Komitety Olimpijskie.

#### Legenda
| 24  |  | W nagłówku tabeli; oznacza rok igrzysk (od 1924 do 2010)                        |
| •   |  | Udział w poszczególnych igrzyskach                                              |
| H   |  | Organizator danych igrzysk                                                      |
| [A] |  | Dodatkowy komentarz wyjaśniający, link do przypisu                              |
|     |  | Zaplanowane igrzyska w 1940 i 1944 odwołane z powodu II wojny światowej         |
|     |  | Komitet Olimpijski zastępujący bądź nadzorujący określone państwo w tych latach |

### Alfabetyczna lista państw

#### A
| Państwo             | Kod MKOl | 24        | 28        | 32        | 36        | 40        | 44        | 48        | 52        | 56        | 60        | 64        | 68        | 72        | 76        | 80        | 84        | 88        | 92    | 94 | 98 | 02 | 06 | 10 | 14 | 18 |
| ------------------- | -------- | --------- | --------- | --------- | --------- | --------- | --------- | --------- | --------- | --------- | --------- | --------- | --------- | --------- | --------- | --------- | --------- | --------- | ----- | -- | -- | -- | -- | -- | -- | -- |
| Albania             | ALB      |           |           |           |           |           |           |           |           |           |           |           |           |           |           |           |           |           |       |    |    |    | •  | •  | •  | •  |
| Algieria            | ALG      |           |           |           |           |           |           |           |           |           |           |           |           |           |           |           | •         |           |       |    | •  | •  |    |    |    |    |
| Andora              | AND      |           |           |           |           |           |           |           |           |           |           |           | •         | •         | •         | •         | •         | •         | •     | •  | •  | •  | •  | •  |    |    |
| Antyle Holenderskie | AHO      |           |           |           |           |           |           |           |           |           |           |           |           |           |           | •         | •         |           |       |    |    |    |    |    |    |    |
| Argentyna           | ARG      |           | •         |           |           | •         | •         |           | •         | •         | •         | •         | •         | •         | •         | •         | •         | •         | •     | •  | •  | •  | •  | •  |    |    |
| Armenia             | ARM      | jako ZSRR | jako ZSRR | jako ZSRR | jako ZSRR | jako ZSRR | jako ZSRR | jako ZSRR | jako ZSRR | jako ZSRR | jako ZSRR | jako ZSRR | jako ZSRR | jako ZSRR | jako ZSRR | jako ZSRR | jako ZSRR | jako ZSRR | [ a ] | •  | •  | •  | •  | •  | •  | •  |
| Australia           | AUS      |           |           |           | •         |           |           |           | •         | •         | •         | •         | •         | •         | •         | •         | •         | •         | •     | •  | •  | •  | •  | •  | •  | •  |
| Austria             | AUT      | •         | •         | •         | •         | •         | •         | •         | •         | H         | •         | •         | H         | •         | •         | •         | •         | •         | •     | •  | •  | •  | •  | •  |    |    |
| Azerbejdżan         | AZE      | jako ZSRR | jako ZSRR | jako ZSRR | jako ZSRR | jako ZSRR | jako ZSRR | jako ZSRR | jako ZSRR | jako ZSRR | jako ZSRR | jako ZSRR | jako ZSRR | jako ZSRR | jako ZSRR | jako ZSRR | jako ZSRR | jako ZSRR |       |    | •  | •  | •  | •  | •  | •  |

#### B
| Państwo              | Kod MKOl | 24              | 28              | 32              | 36              | 40              | 44              | 48              | 52              | 56              | 60              | 64              | 68              | 72              | 76              | 80              | 84              | 88              | 92              | 94 | 98 | 02 | 06 | 10 | 14 | 18 |
| -------------------- | -------- | --------------- | --------------- | --------------- | --------------- | --------------- | --------------- | --------------- | --------------- | --------------- | --------------- | --------------- | --------------- | --------------- | --------------- | --------------- | --------------- | --------------- | --------------- | -- | -- | -- | -- | -- | -- | -- |
| Belgia               | BEL      | •               | •               | •               | •               |                 |                 | •               | •               | •               |                 | •               |                 | •               | •               | •               | •               | •               | •               | •  | •  | •  | •  | •  | •  | •  |
| Bermudy              | BER      |                 |                 |                 |                 |                 |                 |                 |                 |                 |                 |                 |                 |                 |                 |                 | •               | •               | •               | •  | •  | •  | •  | •  |    |    |
| Białoruś             | BLR      | jako ZSRR       | jako ZSRR       | jako ZSRR       | jako ZSRR       | jako ZSRR       | jako ZSRR       | jako ZSRR       | jako ZSRR       | jako ZSRR       | jako ZSRR       | jako ZSRR       | jako ZSRR       | jako ZSRR       | jako ZSRR       | jako ZSRR       | jako ZSRR       | jako ZSRR       | [ a ]           | •  | •  | •  | •  | •  | •  | •  |
| Boliwia              | BOL      |                 |                 |                 |                 |                 |                 |                 |                 | •               |                 |                 |                 |                 |                 | •               | •               | •               | •               |    |    |    |    |    |    | •  |
| Bośnia i Hercegowina | BIH      | jako Jugosławia | jako Jugosławia | jako Jugosławia | jako Jugosławia | jako Jugosławia | jako Jugosławia | jako Jugosławia | jako Jugosławia | jako Jugosławia | jako Jugosławia | jako Jugosławia | jako Jugosławia | jako Jugosławia | jako Jugosławia | jako Jugosławia | jako Jugosławia | jako Jugosławia | jako Jugosławia | •  | •  | •  | •  | •  | •  | •  |
| Brazylia             | BRA      |                 |                 |                 |                 |                 |                 |                 |                 |                 |                 |                 |                 |                 |                 |                 |                 |                 | •               | •  | •  | •  | •  | •  | •  | •  |
| Bułgaria             | BUL      |                 |                 |                 | •               | •               | •               | •               | •               | •               | •               | •               | •               | •               | •               | •               | •               | •               | •               | •  | •  | •  | •  | •  |    |    |

#### C
| Państwo         | Kod MKOl | 24                  | 28                  | 32                  | 36                  | 40                  | 44                  | 48                  | 52                  | 56                  | 60                  | 64                  | 68                  | 72                  | 76                  | 80                  | 84                  | 88                  | 92                  | 94       | 98       | 02       | 06       | 10 | 14 | 18 |
| --------------- | -------- | ------------------- | ------------------- | ------------------- | ------------------- | ------------------- | ------------------- | ------------------- | ------------------- | ------------------- | ------------------- | ------------------- | ------------------- | ------------------- | ------------------- | ------------------- | ------------------- | ------------------- | ------------------- | -------- | -------- | -------- | -------- | -- | -- | -- |
| Chile           | CHI      |                     |                     |                     |                     |                     |                     | •                   | •                   | •                   | •                   | •                   | •                   |                     | •                   |                     | •                   | •                   | •                   | •        | •        | •        | •        | •  | •  | •  |
| Chiny           | CHN      |                     |                     |                     |                     |                     |                     |                     |                     |                     |                     |                     |                     |                     |                     | •                   | •                   | •                   | •                   | •        | •        | •        | •        | •  | •  | •  |
| Chińskie Tajpej | TPE      |                     |                     |                     |                     |                     |                     |                     |                     |                     |                     |                     |                     | •                   | •                   |                     | •                   | •                   | •                   | •        | •        | •        | •        | •  | •  | •  |
| Chorwacja       | CRO      | jako Jugosławia     | jako Jugosławia     | jako Jugosławia     | jako Jugosławia     | jako Jugosławia     | jako Jugosławia     | jako Jugosławia     | jako Jugosławia     | jako Jugosławia     | jako Jugosławia     | jako Jugosławia     | jako Jugosławia     | jako Jugosławia     | jako Jugosławia     | jako Jugosławia     | jako Jugosławia     | jako Jugosławia     | •                   | •        | •        | •        | •        | •  | •  | •  |
| Cypr            | CYP      |                     |                     |                     |                     |                     |                     |                     |                     |                     |                     |                     |                     |                     |                     | •                   | •                   | •                   | •                   | •        | •        | •        | •        | •  | •  | •  |
| Czarnogóra      | MNE      | jako Jugosławia     | jako Jugosławia     | jako Jugosławia     | jako Jugosławia     | jako Jugosławia     | jako Jugosławia     | jako Jugosławia     | jako Jugosławia     | jako Jugosławia     | jako Jugosławia     | jako Jugosławia     | jako Jugosławia     | jako Jugosławia     | jako Jugosławia     | jako Jugosławia     | jako Jugosławia     | jako Jugosławia     | jako Jugosławia     | jako SCG | jako SCG | jako SCG | jako SCG | •  | •  | •  |
| Czechosłowacja  | TCH      | •                   | •                   | •                   | •                   |                     |                     | •                   | •                   | •                   | •                   | •                   | •                   | •                   | •                   | •                   | •                   | •                   | •                   |          |          |          |          |    |    |    |
| Czechy          | CZE      | jako Czechosłowacja | jako Czechosłowacja | jako Czechosłowacja | jako Czechosłowacja | jako Czechosłowacja | jako Czechosłowacja | jako Czechosłowacja | jako Czechosłowacja | jako Czechosłowacja | jako Czechosłowacja | jako Czechosłowacja | jako Czechosłowacja | jako Czechosłowacja | jako Czechosłowacja | jako Czechosłowacja | jako Czechosłowacja | jako Czechosłowacja | jako Czechosłowacja | •        | •        | •        | •        | •  | •  | •  |

#### D
| Państwo | Kod MKOl | 24 | 28 | 32 | 36 | 40 | 44 | 48 | 52 | 56 | 60 | 64 | 68 | 72 | 76 | 80 | 84 | 88 | 92 | 94 | 98 | 02 | 06 | 10 | 14 | 18 |
| ------- | -------- | -- | -- | -- | -- | -- | -- | -- | -- | -- | -- | -- | -- | -- | -- | -- | -- | -- | -- | -- | -- | -- | -- | -- | -- | -- |
| Dania   | DEN      |    |    |    |    |    |    | •  | •  |    | •  | •  | •  |    |    |    |    | •  | •  | •  | •  | •  | •  | •  | •  | •  |

#### E
| Państwo | Kod MKOl | 24    | 28 | 32 | 36 | 40        | 44        | 48        | 52        | 56        | 60        | 64        | 68        | 72        | 76        | 80        | 84 | 88 | 92 | 94 | 98 | 02 | 06 | 10 | 14 | 18 |
| ------- | -------- | ----- | -- | -- | -- | --------- | --------- | --------- | --------- | --------- | --------- | --------- | --------- | --------- | --------- | --------- | -- | -- | -- | -- | -- | -- | -- | -- | -- | -- |
| Egipt   | EGY      |       |    |    |    |           |           |           |           |           |           |           |           |           |           |           | •  |    |    |    |    |    |    |    |    |    |
| Estonia | EST      | [ c ] | •  |    | •  | jako ZSRR | jako ZSRR | jako ZSRR | jako ZSRR | jako ZSRR | jako ZSRR | jako ZSRR | jako ZSRR | jako ZSRR | jako ZSRR | jako ZSRR | •  | •  | •  | •  | •  | •  | •  | •  |    |    |
| Etiopia | ETH      |       |    |    |    |           |           |           |           |           |           |           |           |           |           |           |    |    |    |    | •  | •  |    |    |    |    |

#### F
| Państwo   | Kod MKOl | 24 | 28 | 32 | 36 | 40 | 44 | 48 | 52 | 56 | 60 | 64 | 68 | 72 | 76 | 80 | 84 | 88 | 92 | 94 | 98 | 02 | 06 | 10 | 14 | 18 |
| --------- | -------- | -- | -- | -- | -- | -- | -- | -- | -- | -- | -- | -- | -- | -- | -- | -- | -- | -- | -- | -- | -- | -- | -- | -- | -- | -- |
| Fidżi     | FIJ      |    |    |    |    |    |    |    |    |    |    |    |    |    |    |    |    | •  |    | •  |    | •  |    |    |    |    |
| Filipiny  | PHI      |    |    |    |    |    |    |    |    |    |    | •  |    |    |    | •  | •  |    |    |    |    |    |    |    |    |    |
| Finlandia | FIN      | •  | •  | •  | •  | •  | •  | •  | •  | •  | •  | •  | •  | •  | •  | •  | •  | •  | •  | •  | •  | •  | •  | •  |    |    |
| Francja   | FRA      | H  | •  | •  | •  | •  | •  | •  | •  | •  | H  | •  | •  | •  | •  | •  | H  | •  | •  | •  | •  | •  | •  | •  |    |    |

#### G
| Państwo   | Kod MKOl | 24        | 28        | 32        | 36        | 40        | 44        | 48        | 52        | 56        | 60        | 64        | 68        | 72        | 76        | 80        | 84        | 88        | 92 | 94 | 98 | 02 | 06 | 10 | 14 | 18 |
| --------- | -------- | --------- | --------- | --------- | --------- | --------- | --------- | --------- | --------- | --------- | --------- | --------- | --------- | --------- | --------- | --------- | --------- | --------- | -- | -- | -- | -- | -- | -- | -- | -- |
| Ghana     | GHA      |           |           |           |           |           |           |           |           |           |           |           |           |           |           |           |           |           |    |    |    |    |    | •  |    | •  |
| Grecja    | GRE      |           |           |           | •         | •         | •         | •         |           | •         | •         | •         | •         | •         | •         | •         | •         | •         | •  | •  | •  | •  | •  | •  |    |    |
| Gruzja    | GEO      | jako ZSRR | jako ZSRR | jako ZSRR | jako ZSRR | jako ZSRR | jako ZSRR | jako ZSRR | jako ZSRR | jako ZSRR | jako ZSRR | jako ZSRR | jako ZSRR | jako ZSRR | jako ZSRR | jako ZSRR | jako ZSRR | jako ZSRR |    | •  | •  | •  | •  | •  | •  | •  |
| Guam      | GUM      |           |           |           |           |           |           |           |           |           |           |           |           |           |           |           |           | •         |    |    |    |    |    |    |    |    |
| Gwatemala | GUA      |           |           |           |           |           |           |           |           |           |           |           |           |           |           | •         |           |           |    |    |    |    |    |    |    |    |

#### H
| Państwo   | Kod MKOl | 24 | 28 | 32 | 36 | 40 | 44 | 48 | 52 | 56 | 60 | 64 | 68 | 72 | 76 | 80 | 84 | 88 | 92 | 94 | 98 | 02 | 06 | 10 | 14 | 18 |
| --------- | -------- | -- | -- | -- | -- | -- | -- | -- | -- | -- | -- | -- | -- | -- | -- | -- | -- | -- | -- | -- | -- | -- | -- | -- | -- | -- |
| Hiszpania | ESP      |    |    |    | •  |    |    | •  | •  | •  | •  | •  | •  | •  | •  | •  | •  | •  | •  | •  | •  | •  | •  | •  | •  | •  |
| Holandia  | NED      |    | •  |    | •  | •  | •  | •  | •  | •  | •  | •  | •  | •  | •  | •  | •  | •  | •  | •  | •  | •  | •  | •  |    |    |
| Honduras  | HON      |    |    |    |    |    |    |    |    |    |    |    |    |    |    |    | •  |    |    |    |    |    |    |    |    |    |
| Hongkong  | HKG      |    |    |    |    |    |    |    |    |    |    |    |    |    |    |    |    |    |    | •  | •  | •  | •  | •  |    |    |

#### I
| Państwo  | Kod MKOl | 24 | 28 | 32 | 36 | 40 | 44 | 48 | 52 | 56 | 60 | 64 | 68 | 72 | 76 | 80 | 84 | 88 | 92 | 94 | 98 | 02 | 06 | 10 | 14 | 18 |
| -------- | -------- | -- | -- | -- | -- | -- | -- | -- | -- | -- | -- | -- | -- | -- | -- | -- | -- | -- | -- | -- | -- | -- | -- | -- | -- | -- |
| Indie    | IND      |    |    |    |    |    |    |    |    |    |    | •  | •  |    |    |    |    | •  | •  |    | •  | •  | •  | •  | •  | •  |
| Iran     | IRI      |    |    |    |    |    |    | •  |    | •  | •  | •  | •  |    |    |    |    |    | •  | •  | •  | •  | •  | •  |    |    |
| Irlandia | IRL      |    |    |    |    |    |    |    |    |    |    |    |    |    |    |    | •  |    | •  | •  | •  | •  | •  | •  |    |    |
| Islandia | ISL      |    |    |    |    | •  | •  | •  | •  | •  | •  |    | •  | •  | •  | •  | •  | •  | •  | •  | •  | •  | •  | •  |    |    |
| Izrael   | ISR      |    |    |    |    |    |    |    |    |    |    |    |    |    |    |    |    | •  | •  | •  | •  | •  | •  | •  |    |    |

#### J
| Państwo    | Kod MKOl | 24 | 28 | 32 | 36 | 40 | 44 | 48 | 52 | 56 | 60 | 64 | 68 | 72 | 76 | 80 | 84 | 88 | 92 | 94 | 98 | 02 | 06 | 10 | 14 | 18 |
| ---------- | -------- | -- | -- | -- | -- | -- | -- | -- | -- | -- | -- | -- | -- | -- | -- | -- | -- | -- | -- | -- | -- | -- | -- | -- | -- | -- |
| Jamajka    | JAM      |    |    |    |    |    |    |    |    |    |    |    |    |    |    |    |    | •  | •  | •  | •  | •  |    | •  | •  | •  |
| Japonia    | JPN      |    | •  | •  | •  |    | •  | •  | •  | •  | •  | H  | •  | •  | •  | •  | •  | •  | H  | •  | •  | •  | •  | •  |    |    |
| Jugosławia | YUG      | •  | •  |    | •  | •  | •  | •  |    | •  | •  | •  | •  | •  | H  | •  | •  |    |    |    |    |    |    |    |    |    |

#### K
| Państwo          | Kod MKOl | 24        | 28        | 32        | 36        | 40        | 44        | 48        | 52        | 56        | 60        | 64        | 68        | 72        | 76        | 80        | 84        | 88        | 92    | 94 | 98 | 02 | 06 | 10 |
| ---------------- | -------- | --------- | --------- | --------- | --------- | --------- | --------- | --------- | --------- | --------- | --------- | --------- | --------- | --------- | --------- | --------- | --------- | --------- | ----- | -- | -- | -- | -- | -- |
| Kajmany          | CAY      |           |           |           |           |           |           |           |           |           |           |           |           |           |           |           |           |           |       |    |    |    |    | •  |
| Kamerun          | CMR      |           |           |           |           |           |           |           |           |           |           |           |           |           |           |           |           |           |       |    |    | •  |    |    |
| Kanada           | CAN      | •         | •         | •         | •         | •         | •         | •         | •         | •         | •         | •         | •         | •         | •         | H         | •         | •         | •     | •  | •  | H  |    |    |
| Kostaryka        | CRC      |           |           |           |           |           |           |           |           |           |           |           |           | •         | •         | •         | •         |           |       |    | •  |    |    |    |
| Kazachstan       | KAZ      | jakoZSRR  | jakoZSRR  | jakoZSRR  | jakoZSRR  | jakoZSRR  | jakoZSRR  | jakoZSRR  | jakoZSRR  | jakoZSRR  | jakoZSRR  | jakoZSRR  | jakoZSRR  | jakoZSRR  | jakoZSRR  | jakoZSRR  | jakoZSRR  | jakoZSRR  | [ a ] | •  | •  | •  | •  | •  |
| Kenia            | KEN      |           |           |           |           |           |           |           |           |           |           |           |           |           |           |           |           |           |       |    | •  | •  | •  |    |
| Kirgistan        | KGZ      | jako ZSRR | jako ZSRR | jako ZSRR | jako ZSRR | jako ZSRR | jako ZSRR | jako ZSRR | jako ZSRR | jako ZSRR | jako ZSRR | jako ZSRR | jako ZSRR | jako ZSRR | jako ZSRR | jako ZSRR | jako ZSRR | jako ZSRR |       | •  | •  | •  | •  | •  |
| Kolumbia         | COL      |           |           |           |           |           |           |           |           |           |           |           |           |           |           |           |           |           |       |    |    |    |    | •  |
| Korea Południowa | KOR      |           |           |           |           |           |           | •         |           | •         | •         | •         | •         | •         | •         | •         | •         | •         | •     | •  | •  | •  | •  | •  |
| Korea Północna   | PRK      |           |           |           |           | •         |           | •         |           |           | •         | •         | •         |           | •         |           | •         | •         |       |    |    |    |    |    |

#### L
| Państwo       | Kod MKOl | 24 | 28 | 32 | 36 | 40        | 44        | 48        | 52        | 56        | 60        | 64        | 68        | 72        | 76        | 80        | 84 | 88 | 92 | 94 | 98 | 02 | 06 | 10 | 14 | 18 |
| ------------- | -------- | -- | -- | -- | -- | --------- | --------- | --------- | --------- | --------- | --------- | --------- | --------- | --------- | --------- | --------- | -- | -- | -- | -- | -- | -- | -- | -- | -- | -- |
| Liban         | LIB      |    |    |    |    |           |           | •         | •         | •         | •         | •         | •         | •         | •         | •         | •  | •  | •  |    |    | •  | •  | •  | •  | •  |
| Liechtenstein | LIE      |    |    |    | •  | •         |           | •         | •         | •         | •         | •         | •         | •         | •         | •         | •  | •  | •  | •  | •  | •  | •  | •  |    |    |
| Litwa         | LTU      |    | •  |    |    | jako ZSRR | jako ZSRR | jako ZSRR | jako ZSRR | jako ZSRR | jako ZSRR | jako ZSRR | jako ZSRR | jako ZSRR | jako ZSRR | jako ZSRR | •  | •  | •  | •  | •  | •  | •  | •  |    |    |
| Luksemburg    | LUX      |    | •  |    | •  |           |           |           |           |           |           |           |           |           |           | •         | •  | •  | •  |    | •  |    | •  | •  |    |    |

#### Ł
| Państwo | Kod MKOl | 24 | 28 | 32 | 36 | 40 | 44 | 48        | 52        | 56        | 60        | 64        | 68        | 72        | 76        | 80        | 84        | 88        | 92 | 94 | 98 | 02 | 06 | 10 | 14 | 18 |
| ------- | -------- | -- | -- | -- | -- | -- | -- | --------- | --------- | --------- | --------- | --------- | --------- | --------- | --------- | --------- | --------- | --------- | -- | -- | -- | -- | -- | -- | -- | -- |
| Łotwa   | LAT      | •  | •  |    | •  |    |    | jako ZSRR | jako ZSRR | jako ZSRR | jako ZSRR | jako ZSRR | jako ZSRR | jako ZSRR | jako ZSRR | jako ZSRR | jako ZSRR | jako ZSRR | •  | •  | •  | •  | •  | •  | •  | •  |

#### M
| Państwo            | Kod MKOl | 24              | 28              | 32              | 36              | 40              | 44              | 48              | 52              | 56              | 60              | 64              | 68              | 72              | 76              | 80              | 84              | 88              | 92 | 94 | 98 | 02 | 06 | 10 | 14 | 18 |
| ------------------ | -------- | --------------- | --------------- | --------------- | --------------- | --------------- | --------------- | --------------- | --------------- | --------------- | --------------- | --------------- | --------------- | --------------- | --------------- | --------------- | --------------- | --------------- | -- | -- | -- | -- | -- | -- | -- | -- |
| Macedonia Północna | MKD      | jako Jugosławia | jako Jugosławia | jako Jugosławia | jako Jugosławia | jako Jugosławia | jako Jugosławia | jako Jugosławia | jako Jugosławia | jako Jugosławia | jako Jugosławia | jako Jugosławia | jako Jugosławia | jako Jugosławia | jako Jugosławia | jako Jugosławia | jako Jugosławia | jako Jugosławia |    |    | •  | •  | •  | •  | •  | •  |
| Madagaskar         | MAD      |                 |                 |                 |                 |                 |                 |                 |                 |                 |                 |                 |                 |                 |                 |                 |                 |                 |    |    |    |    | •  |    |    | •  |
| Meksyk             | MEX      |                 | •               |                 |                 |                 |                 |                 |                 |                 |                 |                 |                 |                 | •               | •               | •               | •               |    | •  |    | •  | •  | •  |    |    |
| Mołdawia           | MDA      | jako ZSRR       | jako ZSRR       | jako ZSRR       | jako ZSRR       | jako ZSRR       | jako ZSRR       | jako ZSRR       | jako ZSRR       | jako ZSRR       | jako ZSRR       | jako ZSRR       | jako ZSRR       | jako ZSRR       | jako ZSRR       | jako ZSRR       | jako ZSRR       | jako ZSRR       |    | •  | •  | •  | •  | •  | •  | •  |
| Monako             | MON      |                 |                 |                 |                 |                 |                 |                 |                 |                 |                 |                 |                 |                 |                 |                 | •               | •               | •  | •  | •  | •  | •  | •  | •  | •  |
| Mongolia           | MGL      |                 |                 |                 |                 |                 |                 |                 |                 | •               | •               | •               |                 | •               | •               | •               | •               | •               | •  | •  | •  | •  | •  | •  |    |    |
| Maroko             | MAR      |                 |                 |                 |                 |                 |                 |                 |                 |                 |                 |                 | •               |                 |                 |                 | •               | •               | •  |    |    |    |    | •  | •  | •  |

#### N
| Państwo       | Kod MKOl | 24 | 28 | 32 | 36 | 40 | 44 | 48 | 52 | 56    | 60    | 64    | 68 | 72 | 76 | 80 | 84 | 88 | 92 | 94 | 98 | 02 | 06 | 10 | 14 | 18 |
| ------------- | -------- | -- | -- | -- | -- | -- | -- | -- | -- | ----- | ----- | ----- | -- | -- | -- | -- | -- | -- | -- | -- | -- | -- | -- | -- | -- | -- |
| Nepal         | NEP      |    |    |    |    |    |    |    |    |       |       |       |    |    |    |    |    |    |    |    |    | •  | •  | •  | •  |    |
| Niemcy        | GER      |    | •  | •  | H  |    | •  |    |    |       |       |       |    |    |    |    | •  | •  | •  | •  | •  | •  | •  | •  |    |    |
| NRD           | GDR      |    |    |    |    |    |    |    |    | [ e ] | [ e ] | [ e ] | •  | •  | •  | •  | •  | •  |    |    |    |    |    |    |    |    |
| RFN           | FRG      |    |    |    |    |    |    |    |    | [ e ] | [ e ] | [ e ] | •  | •  | •  | •  | •  | •  |    |    |    |    |    |    |    |    |
| Norwegia      | NOR      | •  | •  | •  | •  |    |    | •  | •  | H     | •     | •     | •  | •  | •  | •  | •  | •  | •  | •  | H  | •  | •  | •  | •  | •  |
| Nowa Zelandia | NZL      |    |    |    |    |    | •  |    | •  |       | •     | •     | •  | •  | •  | •  | •  | •  | •  | •  | •  | •  | •  | •  |    |    |

#### P
| Państwo    | Kod MKOl | 24 | 28 | 32 | 36 | 40 | 44 | 48 | 52 | 56 | 60 | 64 | 68 | 72 | 76 | 80 | 84 | 88 | 92 | 94 | 98 | 02 | 06 | 10 | 14 | 18 |
| ---------- | -------- | -- | -- | -- | -- | -- | -- | -- | -- | -- | -- | -- | -- | -- | -- | -- | -- | -- | -- | -- | -- | -- | -- | -- | -- | -- |
| Pakistan   | PAK      |    |    |    |    |    |    |    |    |    |    |    |    |    |    |    |    |    |    |    |    |    |    | •  | •  | •  |
| Peru       | PER      |    |    |    |    |    |    |    |    |    |    |    |    |    |    |    |    |    |    |    |    | •  | •  |    |    |    |
| Polska     | POL      | •  | •  | •  | •  | •  | •  | •  | •  | •  | •  | •  | •  | •  | •  | •  | •  | •  | •  | •  | •  | •  | •  | •  |    |    |
| Portugalia | POR      |    |    |    |    |    | •  |    |    |    |    |    |    |    |    | •  |    | •  | •  |    | •  | •  | •  | •  |    |    |
| Portoryko  | PUR      |    |    |    |    |    |    |    |    |    |    |    |    |    | •  | •  | •  | •  | •  | •  |    |    |    | •  |    |    |

#### R
| Państwo           | Kod MKOl | 24        | 28        | 32        | 36        | 40        | 44        | 48        | 52        | 56        | 60        | 64        | 68        | 72        | 76        | 80        | 84        | 88        | 92    | 94 | 98 | 02 | 06 | 10 |
| ----------------- | -------- | --------- | --------- | --------- | --------- | --------- | --------- | --------- | --------- | --------- | --------- | --------- | --------- | --------- | --------- | --------- | --------- | --------- | ----- | -- | -- | -- | -- | -- |
| Południowa Afryka | RSA      |           |           |           |           |           |           |           |           |           | •         |           |           |           |           |           |           |           |       | •  | •  | •  | •  | •  |
| Rosja             | RUS      | jako ZSRR | jako ZSRR | jako ZSRR | jako ZSRR | jako ZSRR | jako ZSRR | jako ZSRR | jako ZSRR | jako ZSRR | jako ZSRR | jako ZSRR | jako ZSRR | jako ZSRR | jako ZSRR | jako ZSRR | jako ZSRR | jako ZSRR | [ a ] | •  | •  | •  | •  | •  |
| Rumunia           | ROU      |           | •         | •         | •         |           |           | •         | •         | •         |           | •         | •         | •         | •         | •         | •         | •         | •     | •  | •  | •  | •  | •  |

#### S
| Państwo             | Kod MKOl | 24                  | 28                  | 32                  | 36                  | 40                  | 44                  | 48                  | 52                  | 56                  | 60                  | 64                  | 68                  | 72                  | 76                  | 80                  | 84                  | 88                  | 92                  | 94       | 98       | 02       | 06       | 10 |
| ------------------- | -------- | ------------------- | ------------------- | ------------------- | ------------------- | ------------------- | ------------------- | ------------------- | ------------------- | ------------------- | ------------------- | ------------------- | ------------------- | ------------------- | ------------------- | ------------------- | ------------------- | ------------------- | ------------------- | -------- | -------- | -------- | -------- | -- |
| Samoa Amerykańskie  | ASA      |                     |                     |                     |                     |                     |                     |                     |                     |                     |                     |                     |                     |                     |                     |                     |                     |                     |                     | •        |          |          |          |    |
| San Marino          | SMR      |                     |                     |                     |                     |                     |                     |                     |                     |                     |                     |                     | •                   |                     | •                   | •                   | •                   | •                   |                     | •        | •        | •        |          |    |
| Senegal             | SEN      |                     |                     |                     |                     |                     |                     |                     |                     |                     |                     |                     |                     |                     | •                   |                     | •                   | •                   |                     |          | •        | •        |          |    |
| Serbia              | SRB      | jako Jugosławia     | jako Jugosławia     | jako Jugosławia     | jako Jugosławia     | jako Jugosławia     | jako Jugosławia     | jako Jugosławia     | jako Jugosławia     | jako Jugosławia     | jako Jugosławia     | jako Jugosławia     | jako Jugosławia     | jako Jugosławia     | jako Jugosławia     | jako Jugosławia     | jako Jugosławia     | jako Jugosławia     | jako Jugosławia     | jako SCG | jako SCG | jako SCG | jako SCG | •  |
| Serbia i Czarnogóra | SCG      | jako Jugosławia     | jako Jugosławia     | jako Jugosławia     | jako Jugosławia     | jako Jugosławia     | jako Jugosławia     | jako Jugosławia     | jako Jugosławia     | jako Jugosławia     | jako Jugosławia     | jako Jugosławia     | jako Jugosławia     | jako Jugosławia     | jako Jugosławia     | jako Jugosławia     | jako Jugosławia     | jako Jugosławia     | jako Jugosławia     |          | •        | •        | •        |    |
| Słowacja            | SVK      | jako Czechosłowacja | jako Czechosłowacja | jako Czechosłowacja | jako Czechosłowacja | jako Czechosłowacja | jako Czechosłowacja | jako Czechosłowacja | jako Czechosłowacja | jako Czechosłowacja | jako Czechosłowacja | jako Czechosłowacja | jako Czechosłowacja | jako Czechosłowacja | jako Czechosłowacja | jako Czechosłowacja | jako Czechosłowacja | jako Czechosłowacja | jako Czechosłowacja | •        | •        | •        | •        | •  |
| Słowenia            | SLO      | jako Jugosławia     | jako Jugosławia     | jako Jugosławia     | jako Jugosławia     | jako Jugosławia     | jako Jugosławia     | jako Jugosławia     | jako Jugosławia     | jako Jugosławia     | jako Jugosławia     | jako Jugosławia     | jako Jugosławia     | jako Jugosławia     | jako Jugosławia     | jako Jugosławia     | jako Jugosławia     | jako Jugosławia     | •                   | •        | •        | •        | •        | •  |
| Stany Zjednoczone   | USA      | •                   | •                   | H                   | •                   |                     |                     | •                   | •                   | •                   | H                   | •                   | •                   | •                   | •                   | H                   | •                   | •                   | •                   | •        | •        | H        | •        | •  |
| Eswatini            | SWZ      |                     |                     |                     |                     |                     |                     |                     |                     |                     |                     |                     |                     |                     |                     |                     | •                   |                     |                     |          |          |          |          |    |
| Szwecja             | SWE      | •                   | •                   | •                   | •                   | •                   | •                   | •                   | •                   | •                   | •                   | •                   | •                   | •                   | •                   | •                   | •                   | •                   | •                   | •        | •        | •        |          |    |
| Szwajcaria          | SUI      | •                   | H                   | •                   | •                   | H                   | •                   | •                   | •                   | •                   | •                   | •                   | •                   | •                   | •                   | •                   | •                   | •                   | •                   | •        | •        | •        |          |    |

#### T
| Państwo           | Kod MKOl | 24        | 28        | 32        | 36        | 40        | 44        | 48        | 52        | 56        | 60        | 64        | 68        | 72        | 76        | 80        | 84        | 88        | 92 | 94 | 98 | 02 | 06 | 10 | 14 | 18 |
| ----------------- | -------- | --------- | --------- | --------- | --------- | --------- | --------- | --------- | --------- | --------- | --------- | --------- | --------- | --------- | --------- | --------- | --------- | --------- | -- | -- | -- | -- | -- | -- | -- | -- |
| Tadżykistan       | TJK      | jako ZSRR | jako ZSRR | jako ZSRR | jako ZSRR | jako ZSRR | jako ZSRR | jako ZSRR | jako ZSRR | jako ZSRR | jako ZSRR | jako ZSRR | jako ZSRR | jako ZSRR | jako ZSRR | jako ZSRR | jako ZSRR | jako ZSRR |    |    |    | •  | •  | •  | •  |    |
| Tajlandia         | THA      |           |           |           |           |           |           |           |           |           |           |           |           |           |           |           |           |           |    |    |    | •  | •  |    | •  | •  |
| Trynidad i Tobago | TRI      |           |           |           |           |           |           |           |           |           |           |           |           |           |           |           |           | •         | •  | •  |    |    |    |    |    |    |
| Turcja            | TUR      |           |           |           | •         | •         |           | •         | •         | •         | •         |           | •         |           | •         | •         | •         | •         | •  | •  | •  | •  | •  | •  |    |    |

#### U
| Państwo    | Kod MKOl | 24        | 28        | 32        | 36        | 40        | 44        | 48        | 52        | 56        | 60        | 64        | 68        | 72        | 76        | 80        | 84        | 88        | 92    | 94 | 98 | 02 | 06 | 10 | 14 | 18 |
| ---------- | -------- | --------- | --------- | --------- | --------- | --------- | --------- | --------- | --------- | --------- | --------- | --------- | --------- | --------- | --------- | --------- | --------- | --------- | ----- | -- | -- | -- | -- | -- | -- | -- |
| Ukraina    | UKR      | jako ZSRR | jako ZSRR | jako ZSRR | jako ZSRR | jako ZSRR | jako ZSRR | jako ZSRR | jako ZSRR | jako ZSRR | jako ZSRR | jako ZSRR | jako ZSRR | jako ZSRR | jako ZSRR | jako ZSRR | jako ZSRR | jako ZSRR | [ a ] | •  | •  | •  | •  | •  | •  | •  |
| Urugwaj    | URU      |           |           |           |           |           |           |           |           |           |           |           |           |           |           |           |           |           |       |    | •  |    |    |    |    |    |
| Uzbekistan | UZB      | jako ZSRR | jako ZSRR | jako ZSRR | jako ZSRR | jako ZSRR | jako ZSRR | jako ZSRR | jako ZSRR | jako ZSRR | jako ZSRR | jako ZSRR | jako ZSRR | jako ZSRR | jako ZSRR | jako ZSRR | jako ZSRR | jako ZSRR | [ a ] | •  | •  | •  | •  | •  | •  | •  |

#### W
| Państwo                              | Kod MKOl | 24 | 28 | 32 | 36 | 40 | 44 | 48 | 52 | 56 | 60 | 64 | 68 | 72 | 76 | 80 | 84 | 88 | 92 | 94 | 98    | 02 | 06 | 10 |
| ------------------------------------ | -------- | -- | -- | -- | -- | -- | -- | -- | -- | -- | -- | -- | -- | -- | -- | -- | -- | -- | -- | -- | ----- | -- | -- | -- |
| Wenezuela                            | VEN      |    |    |    |    |    |    |    |    |    |    |    |    |    |    |    |    |    |    |    | •     | •  | •  |    |
| Węgry                                | HUN      | •  | •  | •  | •  | •  | •  | •  | •  | •  | •  | •  | •  | •  | •  | •  | •  | •  | •  | •  | •     | •  |    |    |
| Wielka Brytania                      | GBR      | •  | •  | •  | •  | •  | •  | •  | •  | •  | •  | •  | •  | •  | •  | •  | •  | •  | •  | •  | •     | •  |    |    |
| Włochy                               | ITA      | •  | •  | •  | •  | •  | •  | H  | •  | •  | •  | •  | •  | •  | •  | •  | •  | •  | •  | •  | H     | •  |    |    |
| Wyspy Dziewicze Stanów Zjednoczonych | ISV      |    |    |    |    |    |    |    |    |    |    |    |    |    | •  | •  | •  | •  | •  | •  | [ g ] |    |    |    |

#### Z
| Państwo | Kod MKOl | 24 | 28 | 32 | 36 | 40 | 44 | 48 | 52 | 56 | 60 | 64 | 68 | 72 | 76 | 80 | 84 | 88 | 92    | 94 | 98 | 02 | 06 | 10 | 14 | 18 |
| ------- | -------- | -- | -- | -- | -- | -- | -- | -- | -- | -- | -- | -- | -- | -- | -- | -- | -- | -- | ----- | -- | -- | -- | -- | -- | -- | -- |
| ZSRR    | URS      |    |    |    |    |    |    |    |    | •  | •  | •  | •  | •  | •  | •  | •  | •  | [ a ] |    |    |    |    |    |    |    |